# Latreutes inermis
Latreutes inermis är en kräftdjursart som beskrevs av Fenner A. Chace 1972. Latreutes inermis ingår i släktet Latreutes och familjen Hippolytidae. Inga underarter finns listade i Catalogue of Life.